# Château de Laufen
Le Château de Laufen est un château dans le canton de Zurich, à 5 kilomètres au sud-ouest de Schaffhouse. Il est inscrit à l'Inventaire suisse des biens culturels d'importance nationale et régionale.
Le château est bâti sur des rochers d’où le Rhin se précipite d’une hauteur de plus de 20 mètres, sur une largeur de 100 mètres, entre la colline de Bohnenberg, du côté des gorges de Neuhaasen, et celle du Kohlfirst, au nord-est du château de Laufen. 
« Qu’on se représente, dit Mme Roland, tout la fleuve, dans la plénitude de sa majesté, tombant à la fois de 70 ou 80 pieds, comme une mer d’écume jaillissante ; trois roches, couronnées de quelque verdure, interrompent le cours de cette vaste nappe d’eau ; le fleuve, irrité, bat leurs flancs avec furie, les sape, les amincit, et multiplie ses chutes par le jour qu’il se fait au milieu d’elles ; il tombe avec un fracas qui répand l’horreur et dont toute la vallée retentit ; l’onde brisée s’élève en vapeurs où se joue le brillant iris. »

## Source
« Château de Laufen », dans Pierre Larousse, Grand dictionnaire universel du XIXe siècle, Paris, Administration du grand dictionnaire universel, 15 vol., 1863-1890 [détail des éditions].